# انجين باكدمير
انجين باكدمير (بالتركية: Engin Bekdemir) (7 فبراير 1992 في بلجيكا - ) هو لاعب كرة قدم تركي في مركز الوسط. شارك مع منتخب تركيا الوطني لكرة القدم تحت 15 سنة ومنتخب تركيا تحت 16 سنة لكرة القدم ومنتخب تركيا تحت 17 سنة لكرة القدم ومنتخب تركيا تحت 18 سنة لكرة القدم ومنتخب تركيا تحت 19 سنة لكرة القدم ومنتخب تركيا تحت 21 سنة لكرة القدم. أما مع النوادي، فقد لعب مع إسكيشهرسبور وتشايكور ريزه سبور وكايسري سبور ونادي بورتو.

## وصلات خارجية
- انجين باكدمير على موقع الاتحاد الدولي (مؤرشف)  (الإنجليزية)
- انجين باكدمير على موقع الاتحاد الأوربي (الإنجليزية)
- انجين باكدمير على موقع اتحاد تركيا (لاعب) (الإنجليزية)
- انجين باكدمير على موقع قاعدة بيانات كرة القدم.إي يو (الإنجليزية)
- انجين باكدمير على موقع Soccerway.com (الإنجليزية)
- انجين باكدمير على موقع عالم كرة القدم.نت (الإنجليزية)
- انجين باكدمير على موقع AS.com (الإسبانية)